# Бородатая кукушка
Бородатая кукушка (лат. Hierococcyx vagans) — вид птиц в семействе Cuculidae.

## Распространение
Этот вид встречается в Брунее, Индонезии (Суматра и Калимантан), на юге Лаоса, в Малайзии, Мьянме и южном Таиланде. Его места обитания субтропические или тропические влажные равнинные леса. Вид находится под угрозой в связи с потерей местообитаний.

## Гнездовая биология
Гнездовой паразит. Список видов-воспитателей не установлен.